# Überseeprovinz (Portugal)

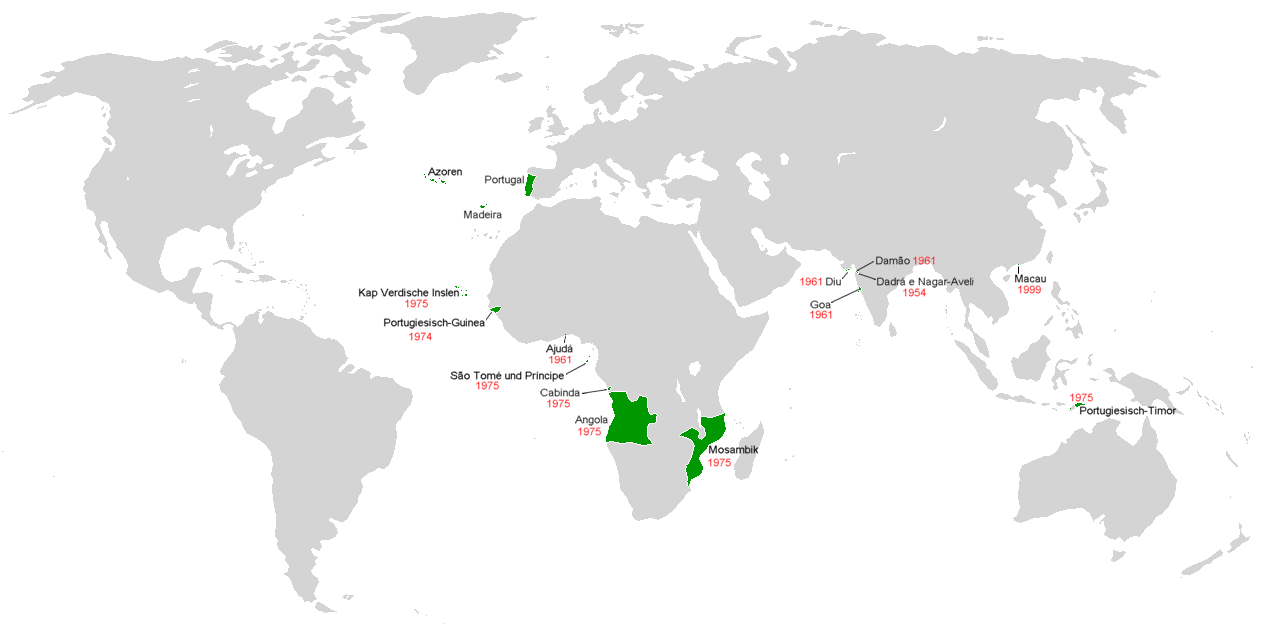
Portugals Überseeprovinzen im 20. Jahrhundert mit dem Jahr des Verlustes

Der Begriff Überseeprovinz (província ultramarina) wurde vom portugiesischen Estado Novo als Verwaltungsbezeichnung für die portugiesischen Kolonien Angola, Kap Verde, Mosambik, Portugiesisch-Guinea, Portugiesisch-Indien, Portugiesisch-Timor, Macau, São João Baptista d’Ajudá und São Tomé und Príncipe verwendet.
Die portugiesischen Territorien in Indien wurden 1946 als erste so bezeichnet, 1951 folgten die übrigen portugiesischen Kolonien durch ihre entsprechende Deklaration in der portugiesischen Verfassung. Portugal wollte auf diese Weise vermeiden, international weiter als Kolonialmacht betrachtet zu werden. Damit ging auch die Verwendung der Bezeichnung Portugiesisches Kolonialreich (Império Colonial Português) zu Ende. Der Sicherheitsrat der Vereinten Nationen wies die Konstruktion der Überseegebiete als „Überseeprovinz“ in der Resolution 180 am 31. Juli 1963 zurück. Die Weigerung einer Dekolonialisierungspolitik wurde als Verletzung der UN-Verpflichtung und eine Gefährdung von Frieden und Sicherheit in Afrika verurteilt. Strafmaßnahmen gegen das NATO-Land Portugal blieben aber aus, da diese die Westmächte mit ihrem Veto blockiert hätten.
Durch die Anbindung ans portugiesische Mutterland änderte sich auch der Autonomiestatus. Schwarzafrikanische Einwohner hatten nun die Möglichkeit, bei Erfüllung gewisser Kriterien, rechtlich als Assimilado anerkannt zu werden. Dieser Status gewährte eine weitgehende Gleichberechtigung mit den Portugiesen des Mutterlandes.
Das Regime unter António de Oliveira Salazar und später Marcelo Caetano sah in den Überseebesitzungen einen integrierten und nicht abtrennbaren Teil Portugals, einer „multiethnischen und plurikontinentalen Nation“ (Nação Multirracial e Pluricontinental).
Nach der Nelkenrevolution 1974 wurden die portugiesischen Kolonien in Afrika unabhängig. Portugiesisch-Timors Verabschiedung in die Unabhängigkeit verzögerte sich zunächst durch einen Bürgerkrieg zwischen den beiden größten Parteien der Kolonie. Die portugiesische Administration zog sich aus der Hauptstadt Dili zurück und die aus dem Konflikt siegreich hervorgehende FRETILIN rief am 28. November 1975 aufgrund der Bedrohung durch den Nachbarn Indonesien einseitig die Unabhängigkeit aus, die nur von wenigen Staaten anerkannt wurde. Neun Tage später begann Indonesien offiziell mit der Besetzung des Nachbarlandes. International galt Portugiesisch-Timor trotz der Annexion bis 1999 als Portugiesisches Territorium unter indonesischer Verwaltung. Dann übernahmen die Vereinten Nationen die Verwaltung und entließen Osttimor 2002 endgültig in die Unabhängigkeit. Macau bekam den Status eines Chinesischen Territoriums unter portugiesischer Verwaltung, bis es 1999 an die Volksrepublik Chinas friedlich übergeben wurde.

## Belege
- António Henrique de Oliveira Marques: Geschichte Portugals und des portugiesischen Weltreichs (= Kröners Taschenausgabe. Band 385). Aus dem Portugiesischen von Michael von Killisch-Horn. Kröner, Stuttgart 2001, ISBN 3-520-38501-5 (Originaltitel: Breve história de Portugal.).